# Пионер (Пензенская область)
Пионе́р — село в Кузнецком районе Пензенской области. Административный центр Яснополянского сельсовета.

## География
Село находится в восточной части Пензенской области, на расстоянии примерно 9 км (по прямой) к югу от города Кузнецк, административного центра района.

### Часовой пояс
Село Пионер, как и вся Пензенская область, находится в часовой зоне МСК (московское время). Смещение применяемого времени относительно UTC составляет +3:00.

## Население
| 1926  | 1939 | 1959  | 1979  | 1989  | 1996  | 2002  |
| ----- | ---- | ----- | ----- | ----- | ----- | ----- |
| 211   | ↗911 | ↗1139 | ↗1944 | ↗2098 | ↗2212 | ↘1966 |
| 2010  |      |       |       |       |       |       |
| →1966 |      |       |       |       |       |       |

### Национальный состав
Согласно результатам переписи 2002 года, в национальной структуре населения русские составляли 81 % из 1966 чел.

## Улицы
| - ул. Восточная, - ул. Дорожная, - ул. Заводская, - ул. Запрудная, - ул. Зелёная, - ул. Ключевая, - ул. Лесная, | - ул. Набережная, - ул. Новая, - ул. Овражная, - пер. Овражный, - ул. Песчаная, - ул. Пионерская, - ул. Полевая, | - ул. Садовая, - ул. Совхозная, - ул. Солнечная, - ул. Тихая, - ул. Широкая, - ул. Школьная, - ул. Южная. |

## Известные уроженцы
- Симагин, Владимир Александрович (род. 1974) — российский партийный и государственный деятель.

## Видео
- Село Пионер с квадрокоптера (2022)